# La Chasse au Snark
La Chasse au Snark (en anglais : The Hunting of the Snark), sous-titré Une agonie en huit chants (An Agony in 8 Fits), est un récit sous forme de poème écrit par Lewis Carroll et publié en 1876.

## Résumé
C’est un parangon de l’absurde, ayant pour cadre la chasse d’un animal fantastique, le Snark.
Les personnages, menés par l’Homme à la cloche, sont eux aussi délirants (un boucher, un castor, un boulanger, etc.).
L’histoire se clôt par la disparition du boulanger quand il se rend compte que le Snark qu’il a trouvé est un Boujeum.

## Autour du texte
De nombreux mots sont totalement inventés, comme dans d’autres récits de l’auteur (le Jabberwocky par exemple).

## Illustrations
Le récit est accompagné de dix illustrations d’Henry Holiday (en).

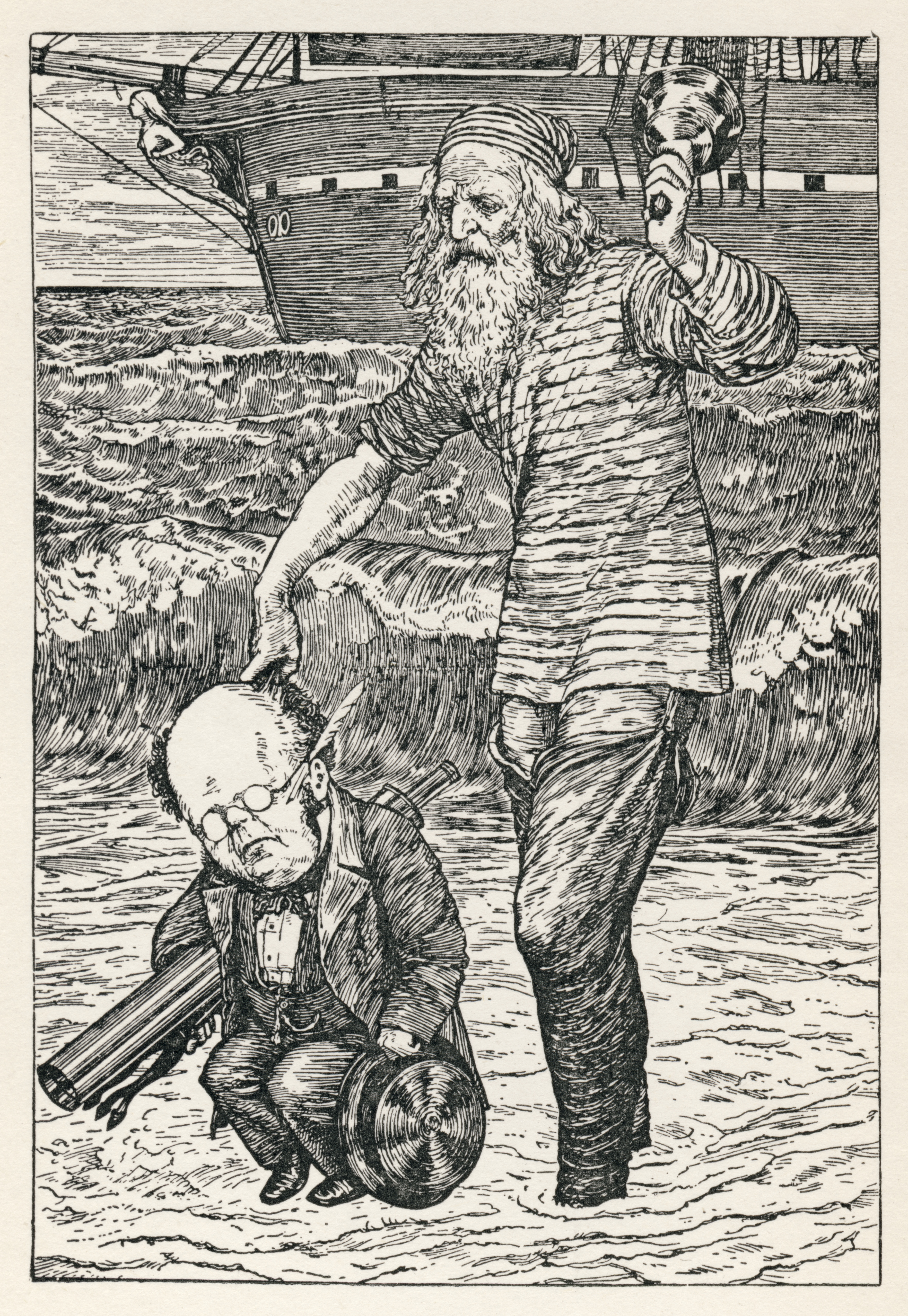
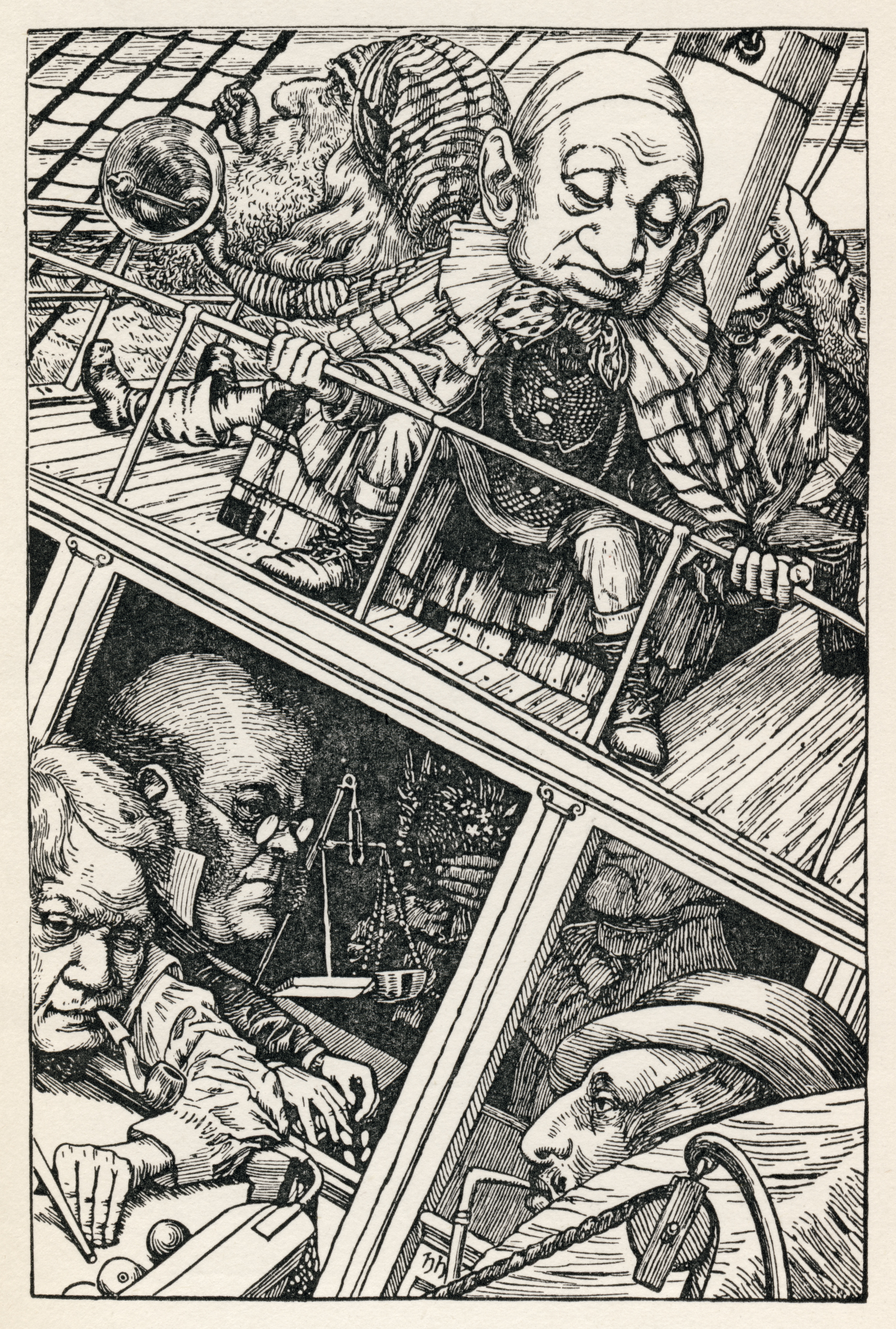
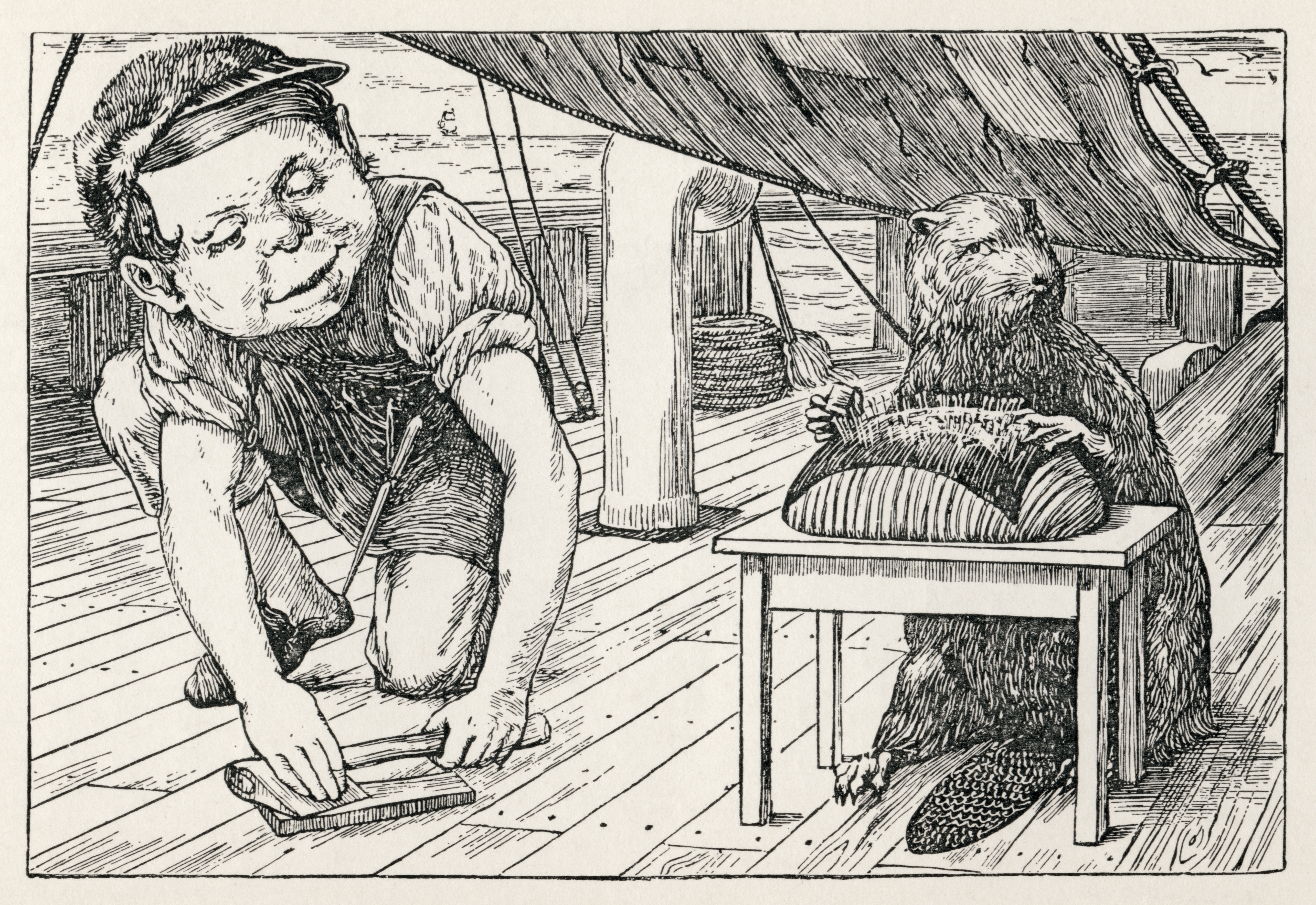
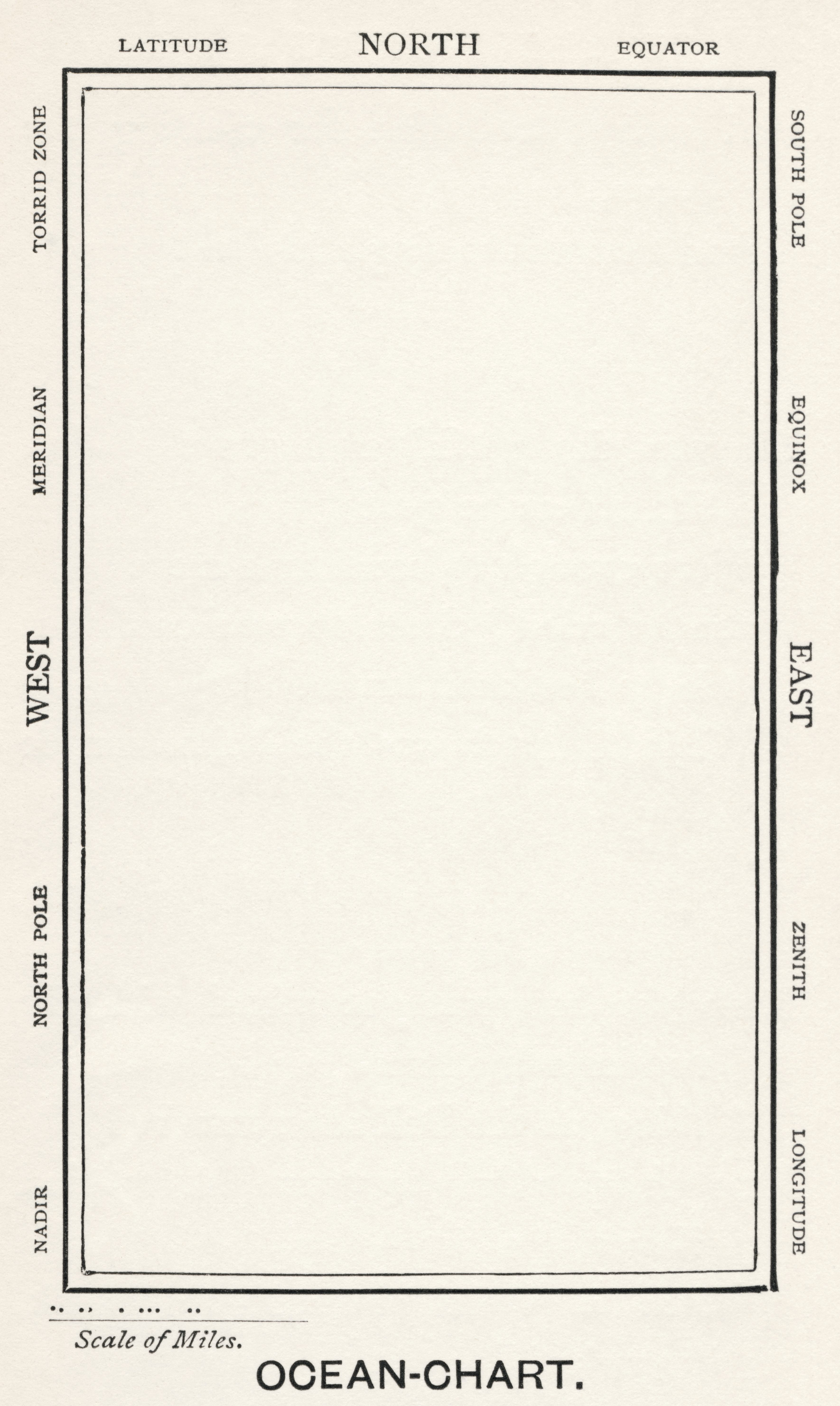
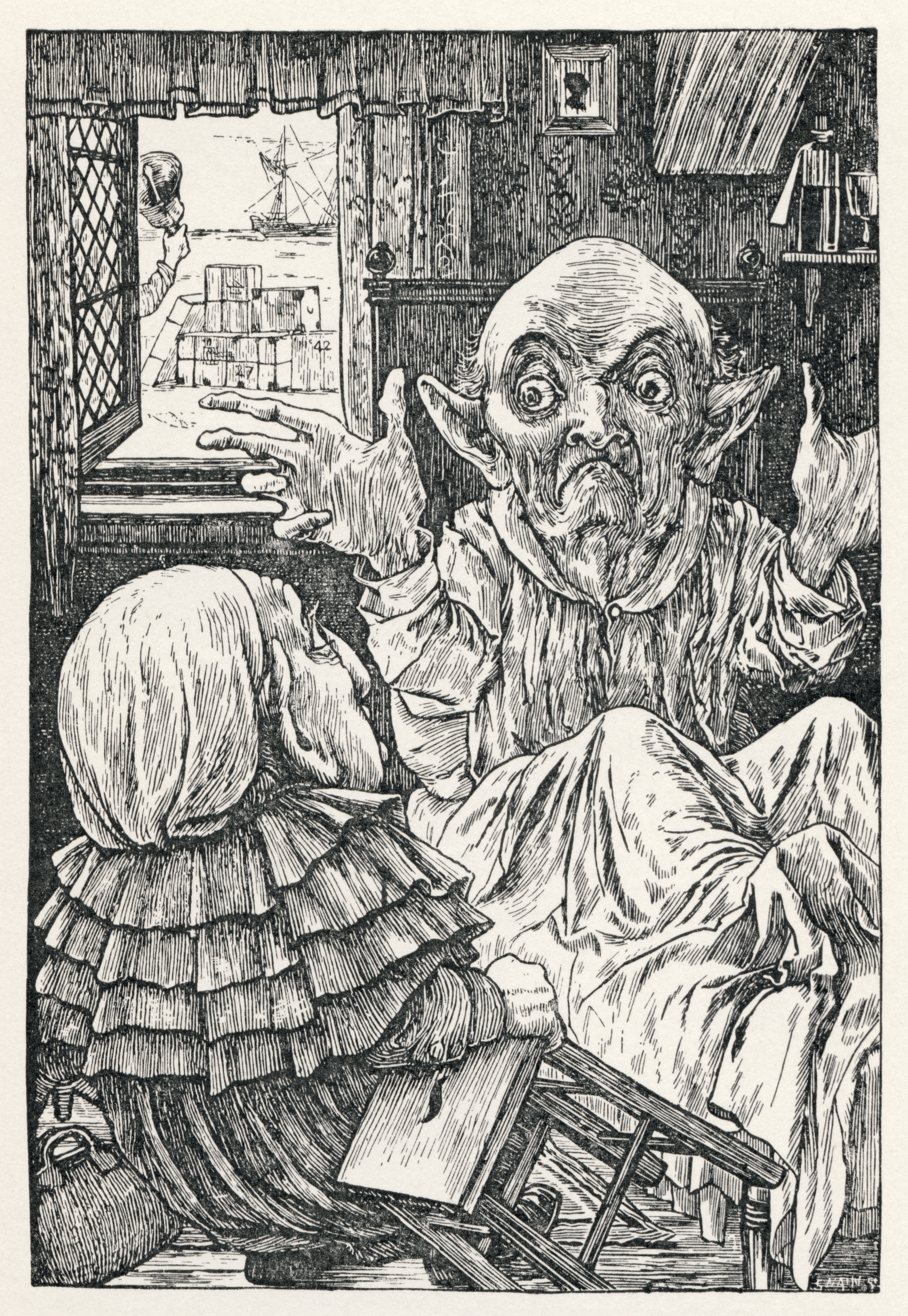
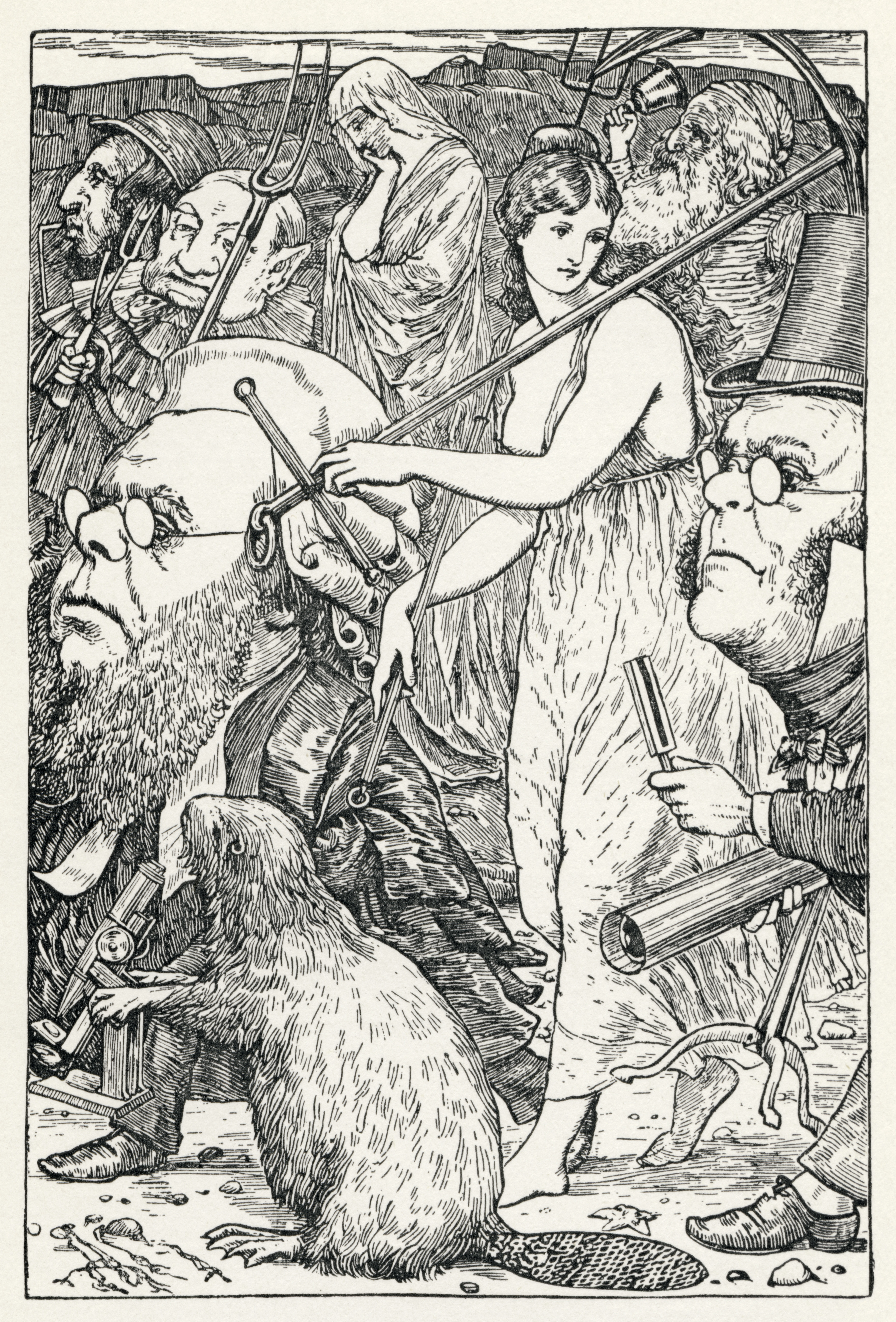
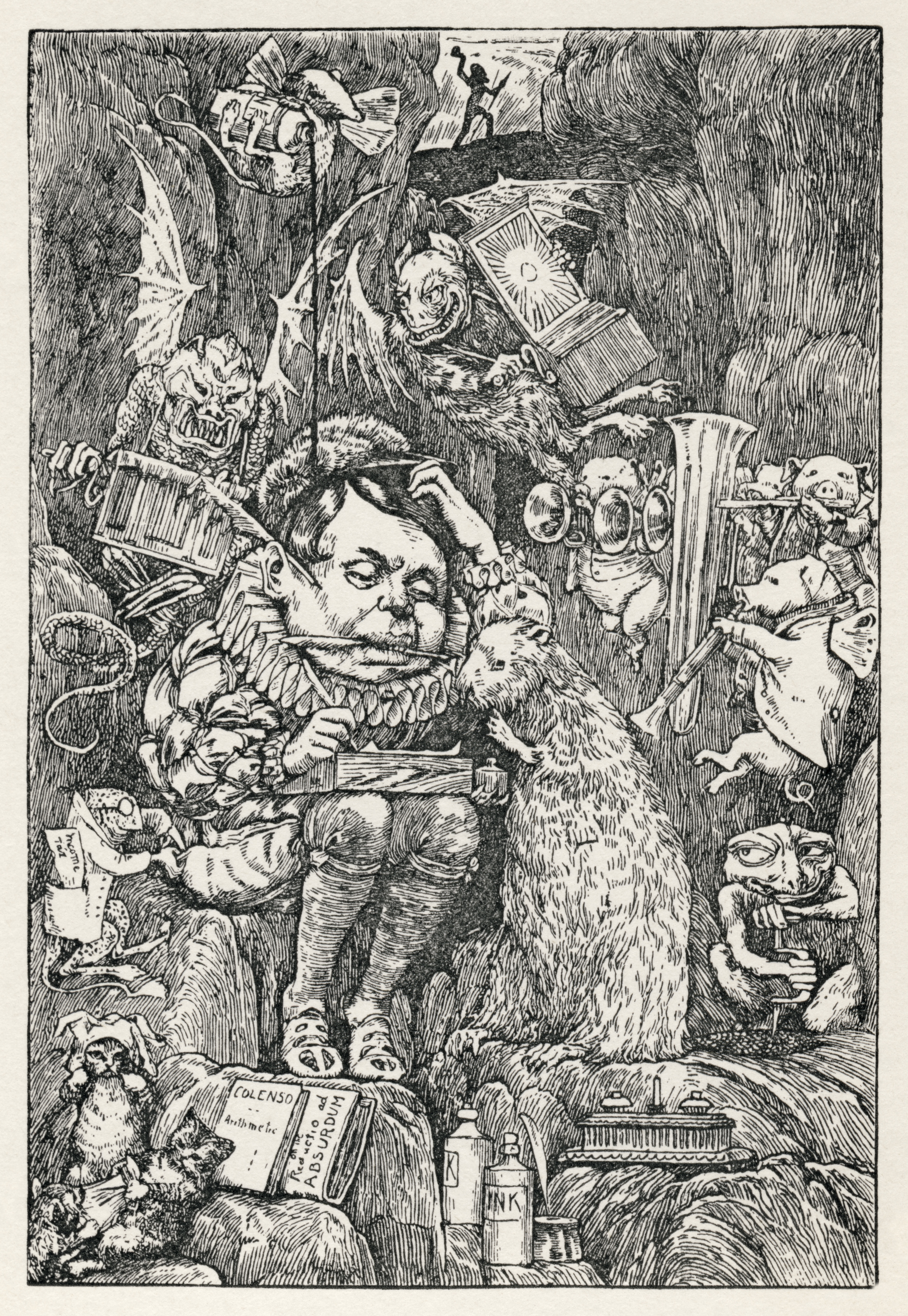
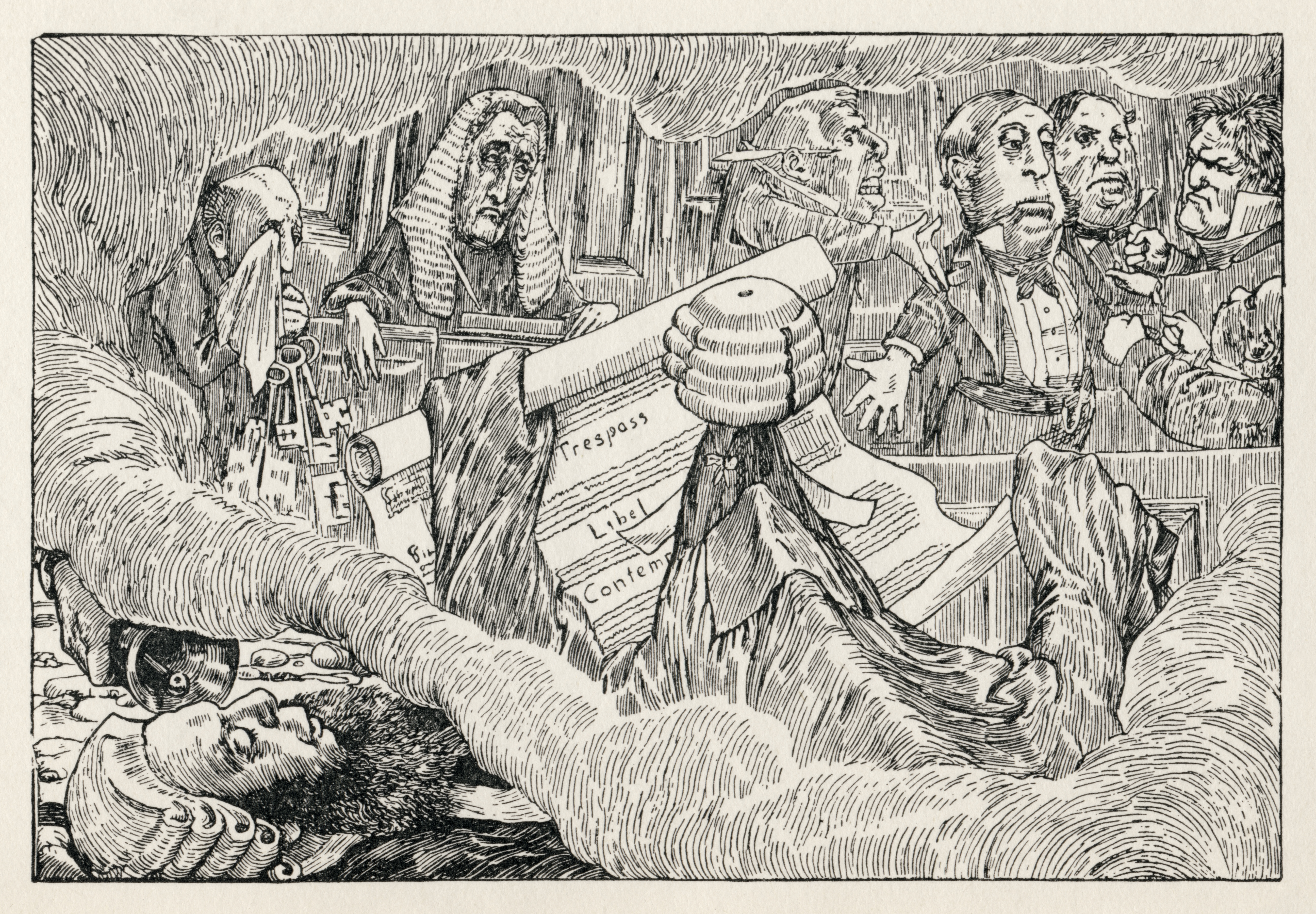
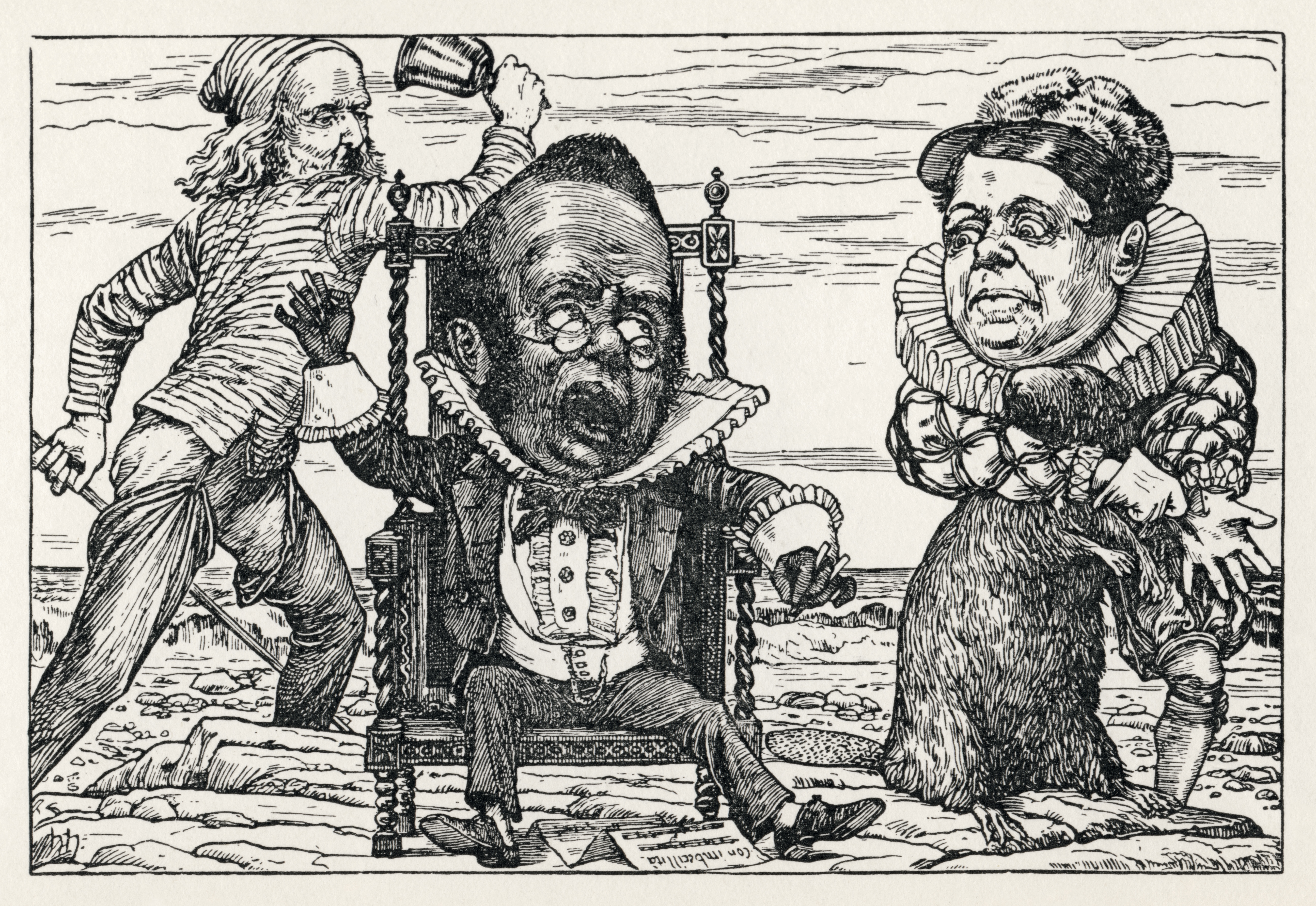
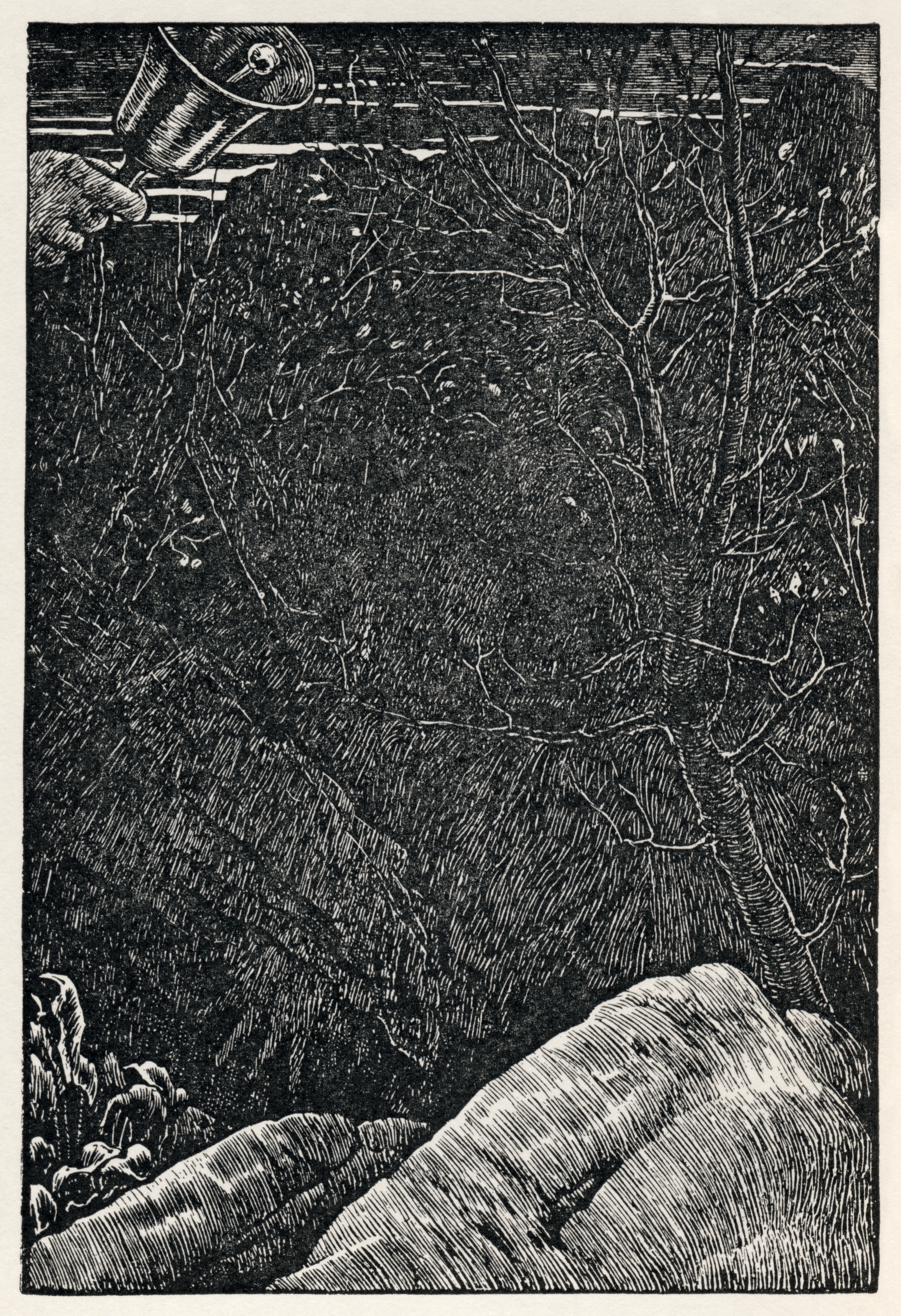

## Les différentes traductions
- Louis Aragon
- Jacques Roubaud chez Gallimard
- Jean-Luc Fradet aux éditions Globophile en 2019, accompagnée d'une version audio
- Normand Baillargeon, chez Lux (Montréal)
- Ivan Riaboff, La chasse au Scrapquin, aux éditions Baleine (Paris)

## Utilisation du concept de Snark dans différents domaines scientifiques
Physique : le Boojum est un phénomène de superfluidité.
Théorie de graphes : le Snark est utilisé par la théorie des graphes.
Hydrologie : le poème de Lewis Caroll a été parodié dans un article publié dans une revue scientifique bien connue pour critiquer avec humour les rivalités existantes dans la communauté scientifique.
Géographie : une île du Snark et un rocher Boojum existent dans les îles d'Andaman et Nicobar Islands dans la Baie du Bengale.
Cryptographie : un SNARK (Succint non-interactive argument of knowledge) est un type de Preuve à divulgation nulle de connaissance non-interactif.